# رافائيل بيريز
رافائيل (رافي) پيرتس (بالعبرية: רְפָאֵל (רָפִי) פֶּרֶץ‏) هو رسام ومصور إسرائيلي، وُلد في 1965 في القدس في إسرائيل، واشتهر بأعماله الرسوميّة بأسلوب الفنّ الفطريّ والتي تعرض مشاهد من حياة مثليّي الجنس ومناظر حضاريّة كثيرة الألوان.

## نشأته
وُلد رافي بيرتس في مدينة القدس لعائلة يهوديّة تقليديّة. كان أبوه من هواة الرسم وعرض عليه أعمال كبار الرسّامين. لبيرتس أخوان، أخ توأم أصبح مصمّمًا صناعيًّا، وأخ آخر يعمل كـمصمّم مجوهرات.
أخذ بيرتس يرسم في الـ23 من عمره. في الفترة ما بين 1989 و1992 تعلّم الفنّ في كلّيّة الفنون المرئيّة بمدينة بئر السبع. في 1995 انتقل بيرتس إلى مدينة تل أبيب وأخذ يعمل فيها. لمدّة 15 سنة عمل مستشارًا في ملجأ لشباب ومعلّم الفنّ والرياضة في مدارس ابتدائيّة إلى جانب عمله كرسّام. أمّا اليوم فيكسب رزقه من أعماله الرسوميّة فقط وله أستوديو خاص به في تل أبيب.

## أعماله
عندما كان بيرتس في 17 من عمره ولمدّة 15 عامًا تقريبًا كان بيرتس يدوّن يوميّات شخصيّة وأضاف رسوماته إليها. تصف هذه اليوميّات كفاحه مع ميوله الجنسيّة آنذاك. عرض بيرتس هذه اليوميّات في معرض فنّيّ بمدرسة الفنون «كاميرا أوبسكورا» وفي صالة «زومر» للفنّ المعاصر.
يتكرّر موضوع العلاقات الزوجيّة في أعمال بيرتس إما بصورة مباشرة أو رمزيّة، مثل استخدام الزهور كرموز للرجال والنساء والعلاقات بينهم. عندما كان في الـ32 من عمره كشف ميوله الجنسيّة وأخذ يتناول العلاقات بين الرجال في رسوماته.
في سنة 2000 رسم بيرتس رسومًا ضخمة تعرض أماكن التسلية الخاصّة بمجتمع مثليّي الجنس في تل أبيب. أمّا في 2003 فرسم سلسة بورتريهات تعرض عشرة أشخاص بارزة من مجتمع مثليّي الجنس ممّن ساهموا بصورة ملموسة في الكفاح من أجل المساواة وحقوق مثليّي الجنس خلال الثمانينات والتسعينات (من القرن الـ20). تم عرض هذه السلسلة في مركز المجتمع بحديقة «مائير» في مركز تل أبيب.
منذ 1997 كان بيرتس يرسم مناظر حضاريّة تعرض مواقع معماريّة، تاريخيّة، تجاريّة، وجغرافيّة معروفة في مدينة تل أبيب.
تمّ عرض أعمال بيرتس في متحف تل أبيب للفنون ضمن معرض بإدارة طالي تامير. كذلك تم عرض رسوماته في متحف يانكو دادا، في دار يوسف زاريتسكي للفنّانين وغيرها من المتاحف والصالات في تل أبيب والقدس وباقي أنحاء البلاد. وتم استخدام رسوماته أيضًا في بعض الأفلام، مثل فيلم «أولاد طيّبون» للمخرج يائر هوخنر (2005) وفيلم «المشبوه الآخر» للمخرجين ماتي هراري وآريك لوبيتسكي (2005).
في 2011 ساهم بيرتس في حملة إعلانية لوزارة السياحة الإسرائيليّة في بريطانيا، بحيث تمّ استخدام رسومه لمناظر تل أبيب الحضاريّة على لافتات إعلانيّة في لندن مع دعوة لزيارة إسرائيل. وشملت هذه الحملة أيضًا أربعة معارض فنّيّة ساهم بيرتس فيها في العاصمة البريطانيّة ومدينة مانشستر.

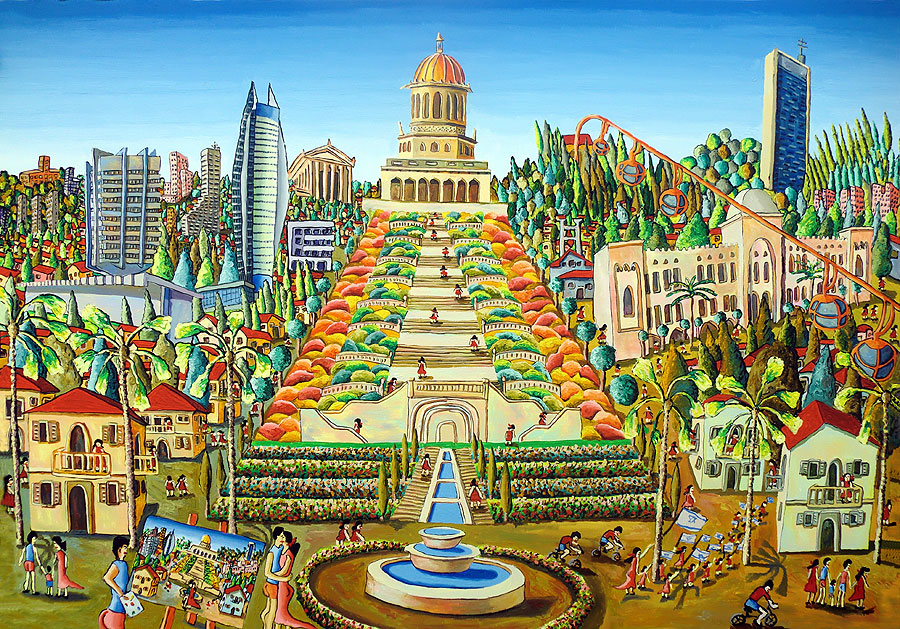
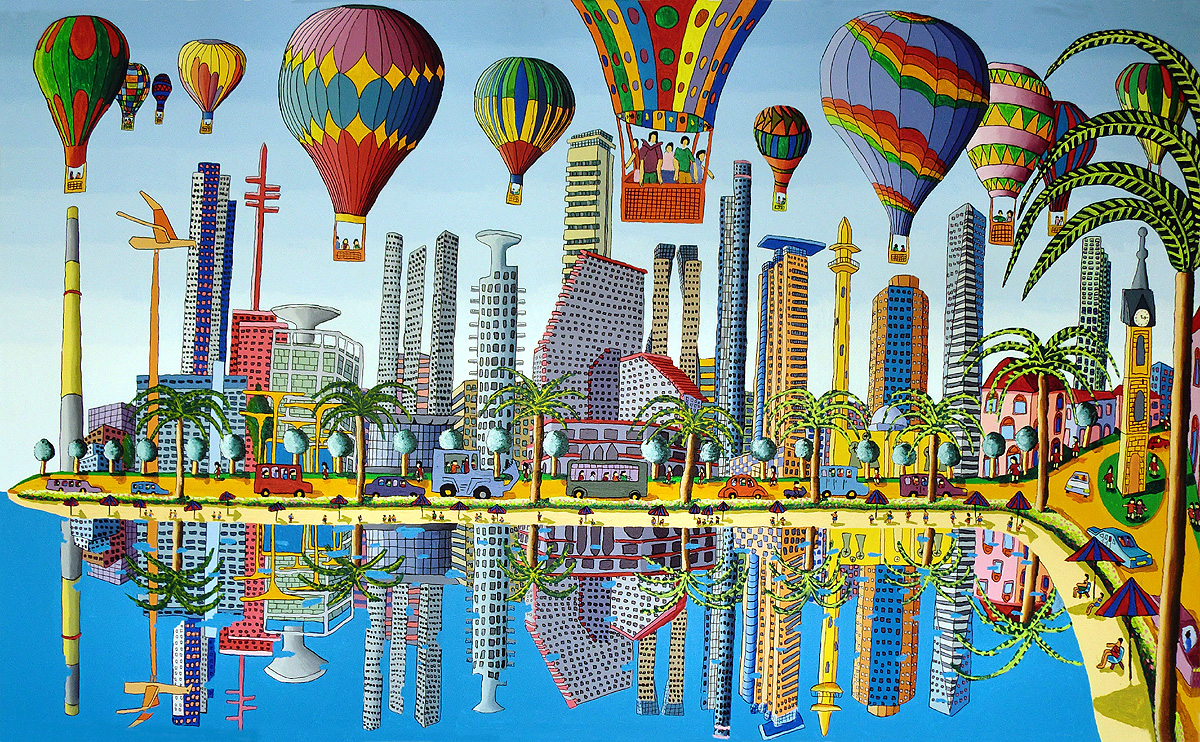
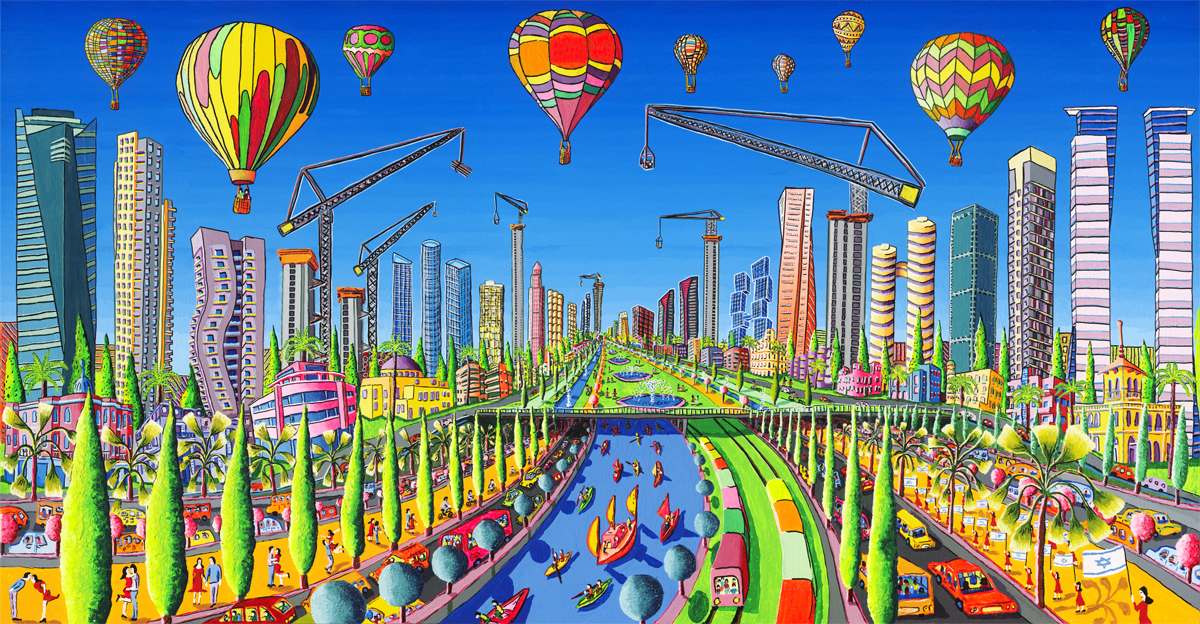
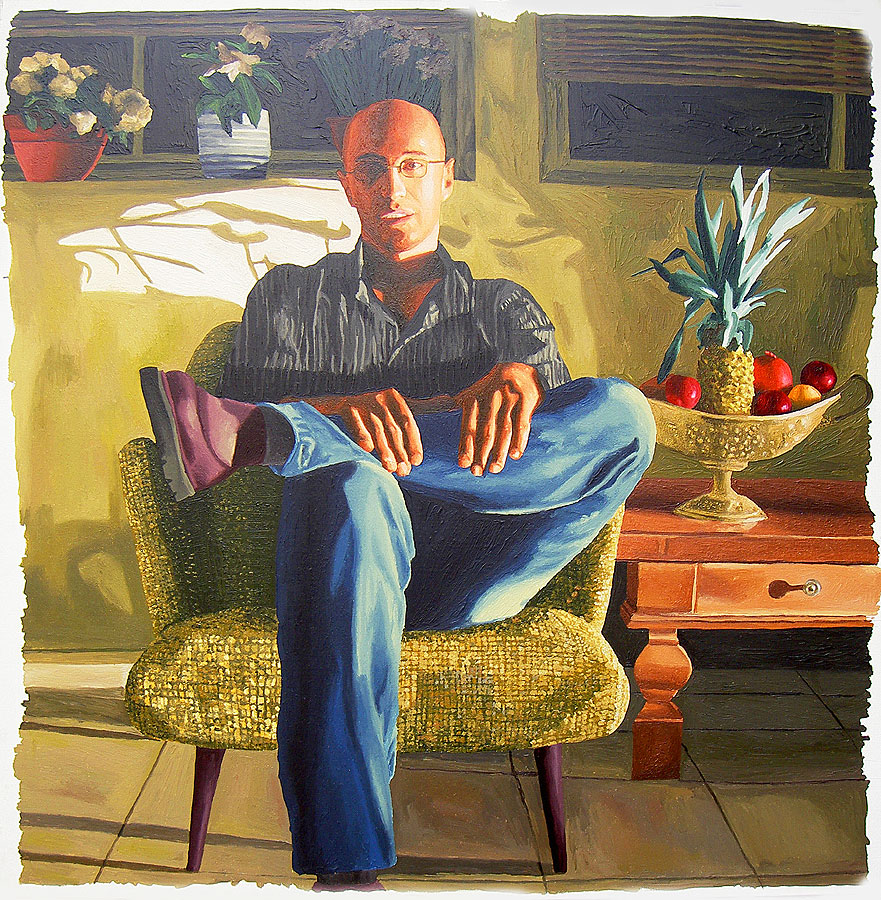
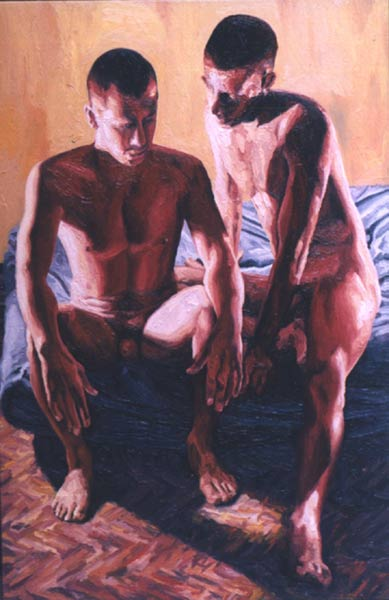
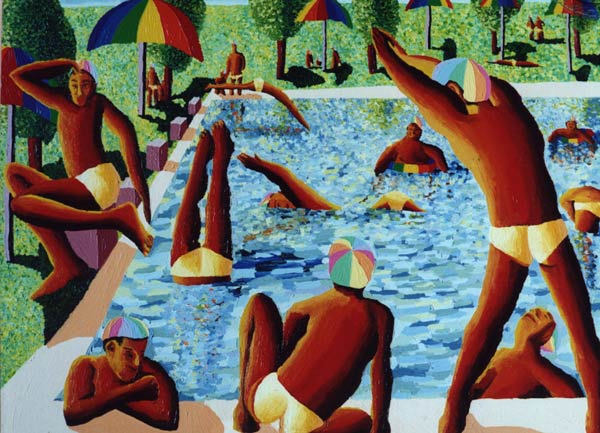
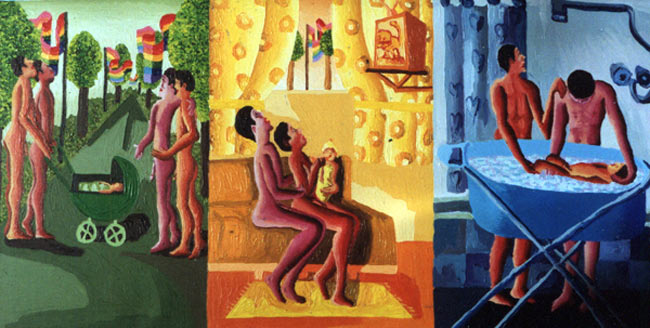
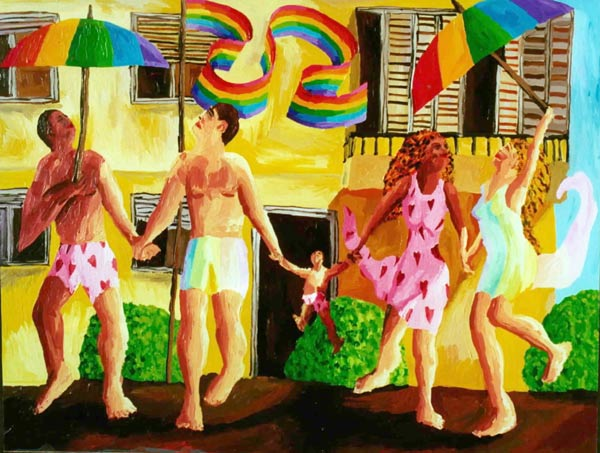
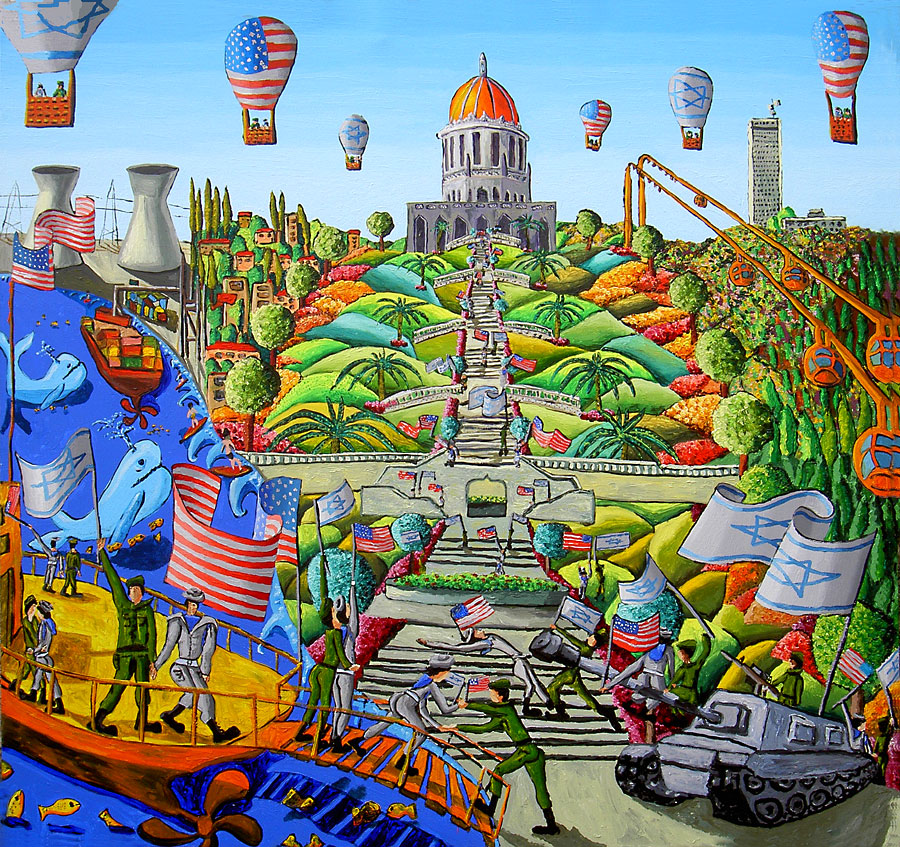
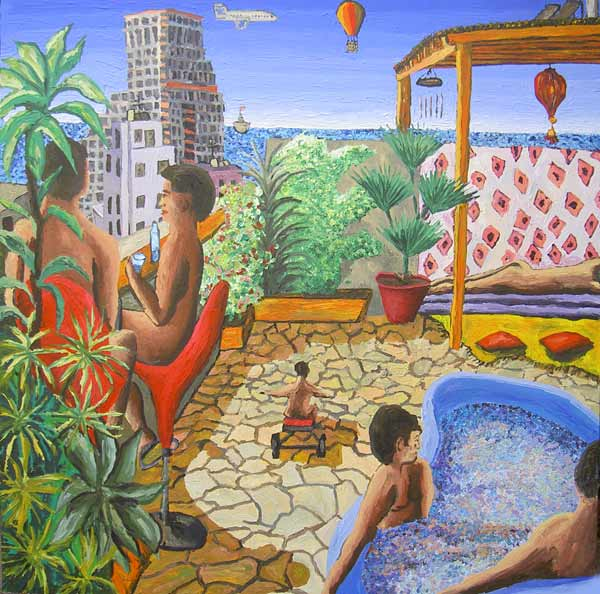
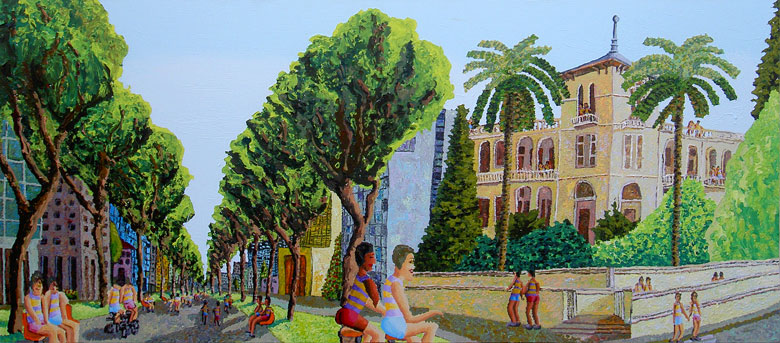
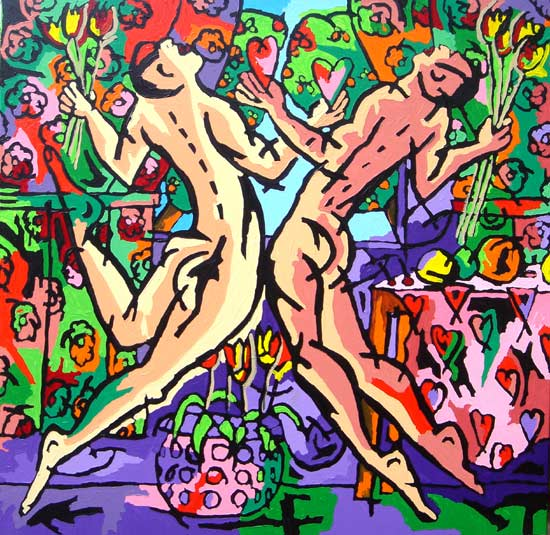